# Ove Persson
Ove Persson, född 21 oktober 1925 i Piksborg, Ljungby kommun, i Kronobergs län, död 1999, var en svensk målare. 
Ove var son till stationsföreståndare Karl Albin Persson och växte upp längs Halmstad–Bolmens Järnväg. Han föddes i Piksborg som var en station längs denna bana. Under åren 1936-1940 bodde familjen på Byholma station. Han gick där i en mindre skola med fyra klasser i samma skolsal. Denna miljö kom att prägla en del av Oves konstnärskap. 

## Stil och arbetsmetod
I en tidningsartikel i Hallandsposten år 2010 intervjuas Ove Perssos hustru Sonja, som berättar att även om motiven ofta var på tåg och järnvägar utförda i dova oljefärger, förekom även skulpturer, skisser och färgstarka akvareller, föreställande torghandel, vardagsliv och kyrkomöten i Småland. Under 1970-talet kunde de leva på hans konstnärskap, under förutsättning att Sonja skötte affärerna.
Sonja berättar vidare att de alltid åkte ensamma på semester, med bilen fullastad med färger, stafli och dukar. Under tiden fick hon rasta hunden eller läsa högt ur en bok. Plötsligt kunde Ove stoppa bilen och börja måla ett par timmar, varefter resan gick vidare. I en intervju med Bertil Svensson i programmet "Mitt hem och min trädgård" förklarade Ove att hans stora avkoppling var att måla akvareller.